# تاريخ بولندا في العصور الوسطى

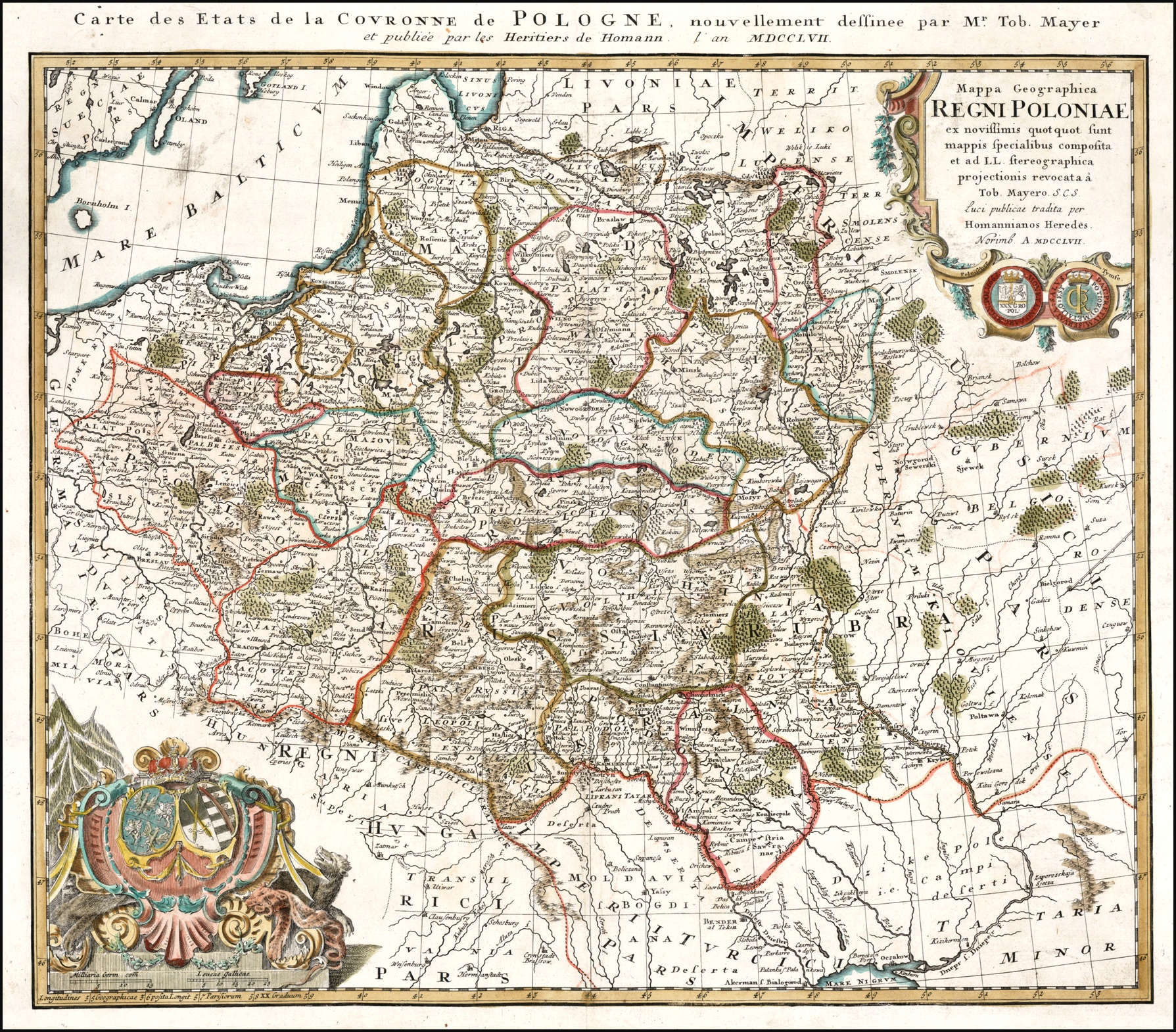

يمتد تاريخ بولندا في العصور الوسطى لأكثر من ألف عام تقريبًا، بدءًا من القرن الخامس حتى القرن السادس عشر. تبدأ هذه الفترة من سقوط الإمبراطورية الرومانية الغربية حتى بداية العصر الحديث الذي يُحدد عادةً بظهور النزعة الإنسانية التي ميزت عصر النهضة الإيطالية والإصلاح الديني، مع التوسع الأوروبي خارج حدود القارة، ولكن هذه التواريخ تبقى تقريبية على كل حال وتتطلب أدلة مثبتة لتحديدها بدقة.

## بدايات العصور الوسطى
استقرت الموجات الأولى من الهجرة السلافية في منطقة نهر فيستولا، وفي أماكن أخرى من أراضي جنوب شرق بولندا الحالية وجنوب مازوفيا، قادمة من المناطق العليا والوسطى لحوض نهر دنيبر. دعمت نتائج الدراسة الوراثية التي أجراها باحثون من جامعة غدانسك الطبية الفرضية التي تقترح أن أول وطن معروف للشعوب السلافية كان في حوض دنيبر الأوسط. جاء السلاف الغربيون من الفرع السلافي الغربي الأصلي الذي تحدث عنه المؤرخ البيزنطي غوردان في كتابه غيتيكا، في حين أطلق على الفرع الشرقي اسم الأنتيس. كان السلافيون قد هاجروا لأول مرة إلى بولندا في النصف الثاني من القرن الخامس، لكن قسمًا كبيرًا منهم طُرد من هذه المنطقة على يد القبائل الجرمانية بعد نصف قرن تقريبًا. يعتقد كثير من العلماء اليوم أن القبائل السلافية لم تكن موجودة في بولندا قبل الفترة المبكرة من القرون الوسطى، على الرغم من أن وجهة النظر المعاكسة التي تؤكد وجودهم هناك منذ عصور ما قبل التاريخ ما تزال مدعومة من قبل العديد من المؤرخين. انتشرت القبائل السلافية في القرن السادس من المواقع التي هاجرت إليها في بولندا باتجاه الشمال والغرب. كان السلافيون يعيشون غالبًا من زراعة المحاصيل ولكنهم شاركوا أيضًا في عمليات الصيد. تزامنت الهجرة السلافية مع اجتياح أوروبا الشرقية والوسطى على يد موجات متتالية من الشعوب والجيوش مثل الهون والآفار والمجر.
أنشأت بعض القبائل البولندية السلافية الغربية دويلاتٍ صغيرة اعتبارًا من القرن الثامن، واندمج بعضها لاحقًا في ولايات أكبر. من أشهر هذه القبائل الفيستوليون في جنوب بولندا الذين كانت مدن كراكوف ووشليتزا مراكزهم الرئيسة (بنوا مراكزهم المحصنة الرئيسة في القرن التاسع). عُرفت هذه القبائل في وقتٍ لاحق باسم البولانس (شعب الحقول) ولعبت دورًا تاريخيًا هامًا في تشكيل دولة مورافيا العظمى.
بنت القبائل البولندية العديد من الحصون ذات الجدران والأرضيات الخشبية منذ القرن السابع، وقد طُورت هذه الحصون وسكنت على مر السنوات اللاحقة، لكن بعضها كان مساكن كبيرة فارغة، وقد يكون ذلك بسبب استخدامها للجوء في أوقات الشدة فقط. استقرت القبائل البولندية في السهول المحيطة بغيتس وبوزنان وغنيزنو، وقد أصبحت هذه المدن المراكز البشرية الأولى في بولندا وأعطت اسمها للبلاد لاحقًا. مرت القبائل البولندية بفترة من البناء السريع للمستوطنات المحصنة مع التوسع الإقليمي اعتبارًا من النصف الأول للقرن العاشر، وظهرت بولندا دولة واحدة اعتبارًا من النصف الثاني من القرن العاشر.

## منتصف العصور الوسطى

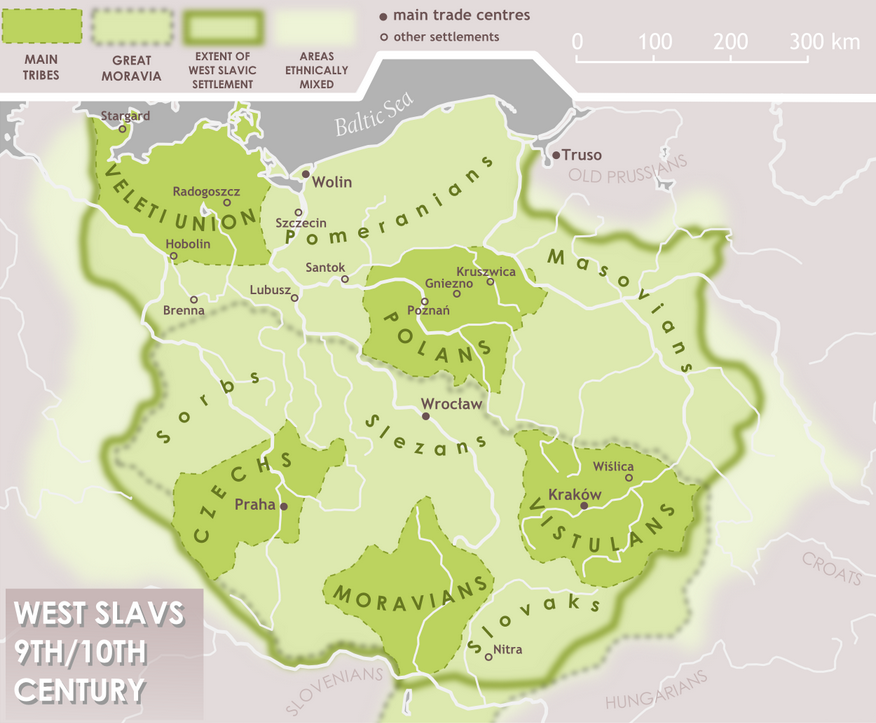
خريطة توضح توزيع السلاف الغربيين في القرنين التاسع والعاشر

بدأت الدولة البولندية بحكم ميشكو الأول من أسرة بياست في النصف الثاني من القرن العاشر. اختار ميشكو أن يعتمد الأساليب والطقوس اللاتينية الغربية وبدأ بتنصير بولندا اعتبارًا من عام 966. قادت الأمة البولندية سلسلة من الحكام الذين حولوا سكانها الوثنيين إلى المسيحية، وأقاموا مملكة قوية، ودمجوا بولندا في الثقافة الأوروبية الغربية. أنشأ بوليسلاف الأول شروبري بن ميشكو أول كنيسة بولندية، وقام بالعديد من الغزوات الإقليمية، وتُوج رسميًا بصفته أول ملوك بولندا. انهار النظام الملكي بعد موت بوليساف الأول، لكن كازيمير الأول أعاد توحيد البلاد، ودخل ابنه بوليسلاف الثاني في صراع مع الكنسية انتهى بطرده من البلاد. فيما بعد قسم بوليسلاف الثالث البلاد بين أبنائه ما أدى لتقسيم بولندا وأفول نجم عائلة بياست في القرنين الثاني عشر والثالث عشر. دعا كونراد الأول -أحد النبلاء المتحدرين من أسرة بياست- فرسان تيوتون لمساعدته في قتال الوثنيين البلطيقيين البروسيين، وهو الأمر الذي تسبب في قرون من الحرب البولندية مع الفرسان البروسيين ثم مع دولة بروسيا الألمانية. أعاد فواديسواف الأول توحيد بولندا، وعززها ووسع حدودها ابنه كازمير الثالث. فقدت بولندا المقاطعات الغربية من سيليزيا وبوميرانيا في عهد الانحطاط، ولكنها بالمقابل توسعت نحو الشرق. وضعت الوحدة -التي أرساها فواديسواف وابنه كازمير في القرن الرابع عشر- الأساس لظهور مملكة بولندا الحديثة القوية.